# Bělčice (Ostředek)
Bělčice (německy Bieltschitz) je malá vesnice, část obce Ostředek v okrese Benešov. Nachází se asi 2 km na západ od Ostředku. Prochází zde dálnice D1. Bělčice leží v katastrálním území Bělčice u Ostředka o rozloze 5,01 km². V katastrálním území Bělčice u Ostředka leží i Vráž.

## Historie
První písemná zmínka o vesnici pochází z roku 1390.
V letech 1850–1921 byla vesnice součástí obce Vestec, v letech 1930–1950 samostatnou obcí a od roku 1961 se stala součástí obce Ostředek.